# Pexiora
Pexiora település Franciaországban, Aude megyében. Lakosainak száma 1264 fő (2022. január 1.). Pexiora Lasbordes, Laurabuc, Saint-Martin-Lalande, Villasavary és Villepinte községekkel határos.

## Népesség
A település népessége az elmúlt években az alábbi módon változott:
| Lakosok száma | 854  | 751  | 709  | 966  | 1299 | 1256 | 1226 | 1230 | 1241 | 1264 |
|               | 1968 | 1982 | 1990 | 2006 | 2013 | 2015 | 2017 | 2019 | 2020 | 2022 |